# ウルリッヒ・トゥクル
ウルリッヒ・トゥクル（Ulrich Tukur, 1957年7月29日‐）は、ドイツの俳優、ミュージシャン。

## 経歴
マンハイム近郊の街フィールンハイムで生まれる。高校時代に交換留学制度を利用してアメリカ合衆国ボストンの高校に留学。1977年にハノーファーでアビトゥーアに合格。兵役を終わらせたのちテュービンゲン大学に入学するが、アルバイトでやっていた音楽から舞台への道を志すようになり、1980年にシュトゥットガルト音楽演劇大学に入学し、演劇を学ぶ。1983年に修了したのち、ハイデルベルクの劇団に参加し舞台俳優として活動を始める。
在学中の1982年に『Die weiße Rose（白バラ）』で映画初出演。1984年、ベルリンやハンブルクの劇場での演技が注目される。その後は1995年まで属したハンブルクの劇団を中心に現代劇からシェイクスピアものまで幅広いジャンルの劇に出演。一方映画でも1986年に『Stammheim』でドイツ赤軍のテロリスト、アンドレアス・バーダーを演じてベルリン映画祭で金熊賞を受賞、同年ドイツ演劇批評家協会によりその年の最優秀俳優に選ばれる。1995年から2003年まで、ウルリッヒ・ヴァラーと共同でハンブルク室内劇団の団長を務める。2006年、『善き人のためのソナタ』でドイツ映画協会最優秀助演男優賞。
現在に至るまでドイツを代表する俳優の一人として活躍している。1989年以降歌手としてもアルバムを多数発表するなど多才であり、2007年には初めての小説も発表した。
最初の結婚で二女をもうけるが離婚、2003年に写真家と再婚しヴェネツィアに居を構えている。

## 主な出演作品
- Die weiße Rose（1982年）
- Stammheim（1986年）
- Nikolaikirche（1995年、フランク・バイヤー監督）
- Bonhoeffer（2000年、ディートリヒ・ボンヘッファー役）
- テイキング・サイド（2001年、サボー・イシュトヴァーン監督）
- ホロコースト -アドルフ・ヒトラーの洗礼-（2002年、コスタ＝ガヴラス監督、クルト・ゲルシュタイン役）
- ソラリス（2002年、スティーヴン・ソダーバーグ監督）
- オペレーション・ワルキューレ（2004年、テレビドラマ、ヘニング・フォン・トレスコウ役）
- 善き人のためのソナタ（2005年、フロリアン・ヘンケル・フォン・ドナースマルク監督）
- アイガー北壁（2008年、フィリップ・シュテルツル監督）
- セラフィーヌの庭（2008年、マルタン・プロヴォスト監督）
- ジョン・ラーベ 〜南京のシンドラー〜（2009年、ジョン・ラーベ役）
- 白いリボン（2009年、ミヒャエル・ハネケ監督）
- ラルゴ・ウィンチ -裏切りと陰謀-（2011年）
- ロンメル 第3帝国最後の英雄（2012年、テレビドラマ、エルヴィン・ロンメル役）
- 女は二度決断する Aus dem Nichts （2017年）